# 六孫王神社

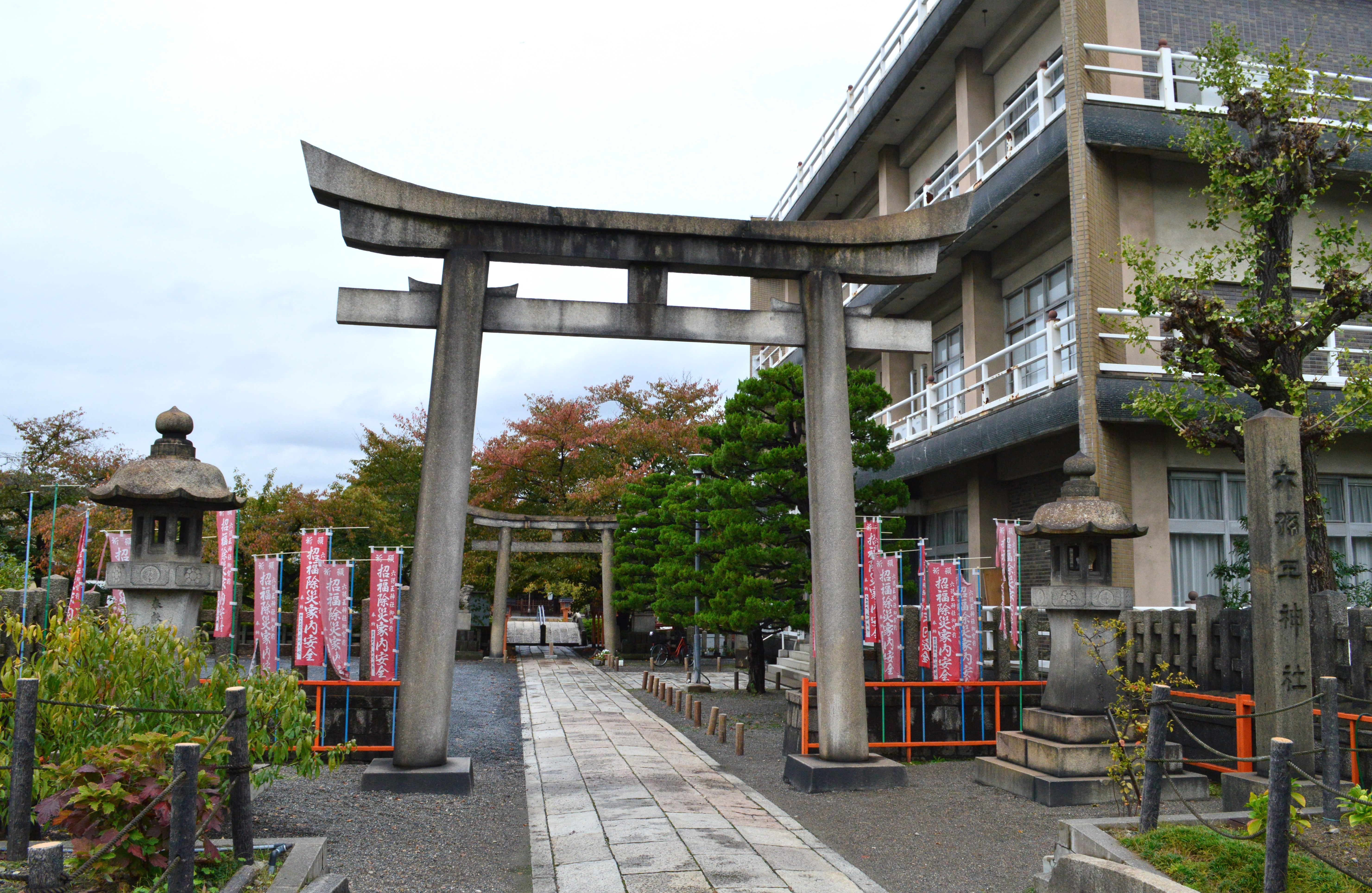
鳥居

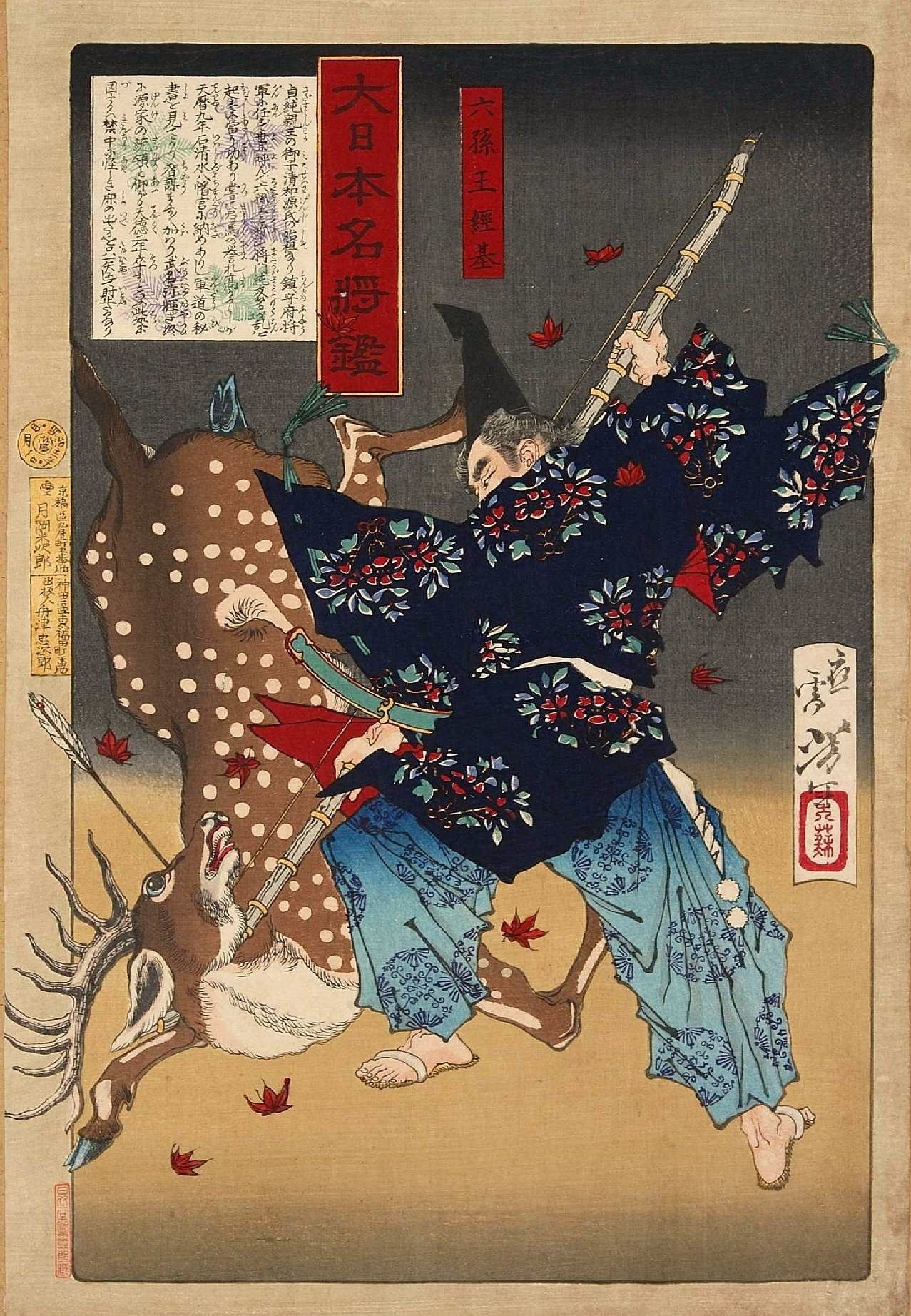
「六孫王経基」月岡芳年筆

六孫王神社（ろくそんのうじんじゃ）は、京都市南区にある神社。旧社格は郷社。平安時代の建立で清和源氏始祖の源経基を祭神とすることで知られる。多田神社（兵庫県川西市）、壺井八幡宮（大阪府羽曳野市）とともに「源氏三神社」の1つとされる。桜や神龍池が有名で社殿等は京都市の指定有形文化財に指定されている。

## 祭神
祭神は次の3柱。
- 六孫王大神（ろくそんのおうおおかみ）
源経基（経基王）を指す。経基は清和天皇第六皇子の貞純親王の子で、天皇の孫であることから「六孫王」と称される。
- 天照皇大御神（あまてらすすめおおみかみ）
- 八幡大神（はちまんおおかみ）

## 歴史
社伝では、境内は源経基の邸宅「八条亭」の跡地であるといい、応和元年（961年）に経基が臨終の際に「死後は龍神となって邸内の池に住んで子孫の繁栄を祈るから、この地に葬るように」と遺言したという。そして、応和3年（963年）9月に嫡子の満仲が現社地に経基の墓所を建立し、その前に社殿を造営したのが当社の創建であるとしている。本殿後方に現在も残る石の基壇は、経基の廟であると伝わる。
源経基亡き後、当地は清和源氏発祥の地として摂津源氏、多田源氏によって伝領され、源頼政の時代に平清盛に譲られて一時は西八条第（邸宅）の一部となったが、経基の墓と神祠は残され、平家の没落後その故地は源頼朝に与えられた。
鎌倉時代には、暗殺された源実朝の菩提を弔うため、妻の本覚尼がこの地に遍照心院（大通寺、通称は尼寺）を建立し、当社はその鎮守社とされたという。その後は戦乱などにより社殿を失い、経基の墓所だけが残されたとも伝える。
元禄13年（1700年）からは、江戸幕府により社殿の再興が進められた。社の再建を悲願とした遍照心院の南谷上人が徳川光圀に働き掛け、清和源氏の宗家を自認する徳川将軍家を動かすに至ったからである。社殿の再建は宝永4年（1707年）をもって完了し、その社殿が現在まで伝わっている。また大通寺は塔頭7か寺を数えた。
六孫王神社は六ノ宮権現とも呼ばれた。元禄14年（1701年）には正一位の神階と権現号が授けられている。
その後は江戸幕府の滅亡とともに衰微し、また神仏分離により大通寺とも分離した。大通寺は1911年（明治44年）にその境内地が国鉄東海道本線の鉄道用地となった為に境内地を売却し、移転を余儀なくされたが、1964年（昭和39年）、今度は当社境内が東海道新幹線の用地となったため、再び買収され狭くなってしまった。
近代社格制度では1873年（明治6年）8月、に村社に列し、1881年（明治14年）12月に郷社に昇格した。

## 境内
- 本殿（京都市指定有形文化財） - 元禄14年（1701年）再建。切妻造。
- 拝殿（京都市指定有形文化財） - 元禄14年（1701年）再建。
- 廻廊（京都市指定有形文化財） - 元禄14年（1701年）再建。
- 唐門（京都市指定有形文化財） - 元禄14年（1701年）再建。
- 神廟 - 源経基の墓。本殿の背後にある。
- 社務所
- 神龍池
- 満仲誕生水 - 現在は2代目。境内にはかつて源満仲の産湯に使ったという満仲誕生水が湧き出ていたが、初代の井戸は新幹線の高架橋の下になり、現在は枯渇している[6]。
- 六孫王会館

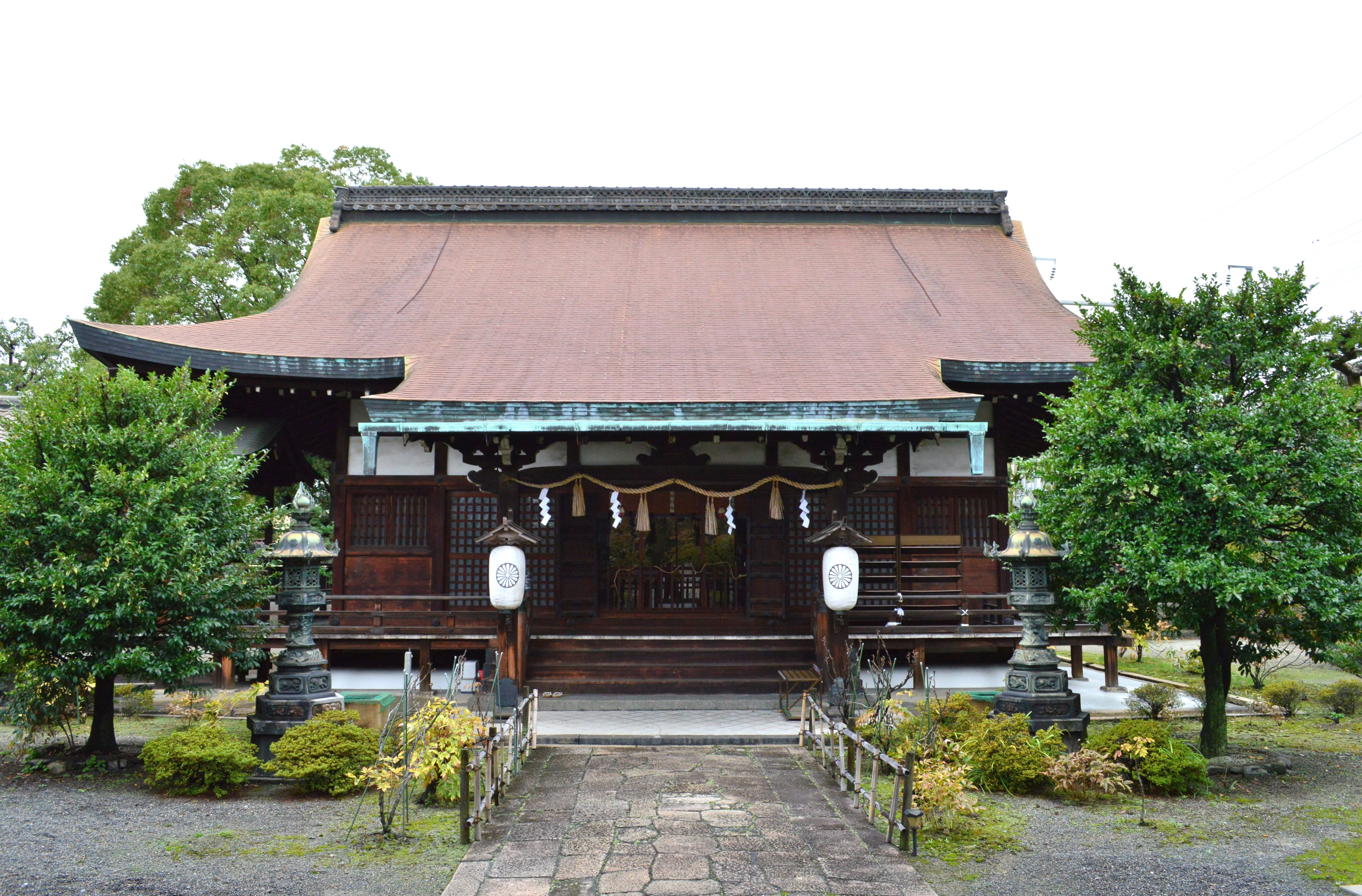
拝殿（京都市指定文化財）
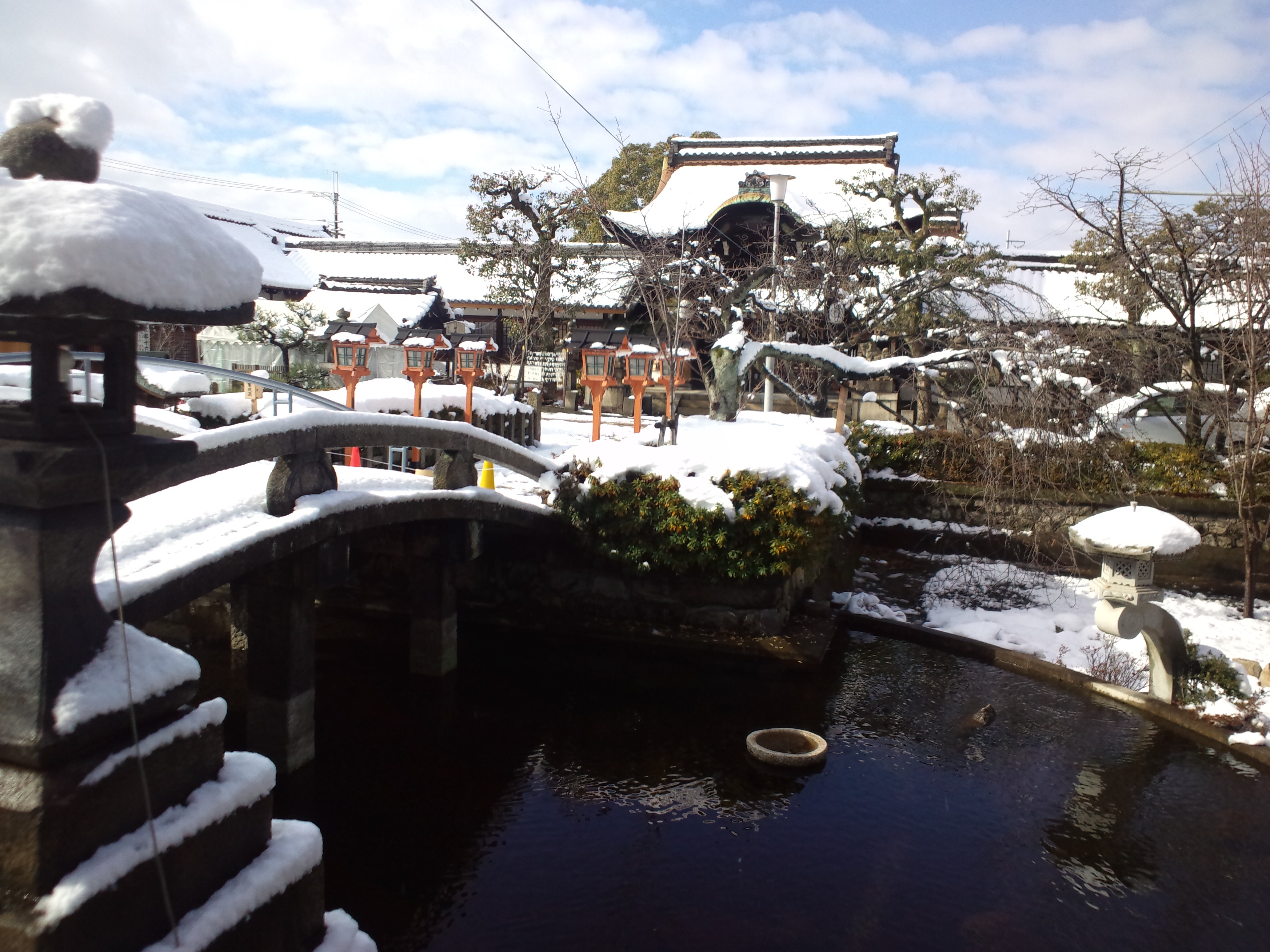
神龍池
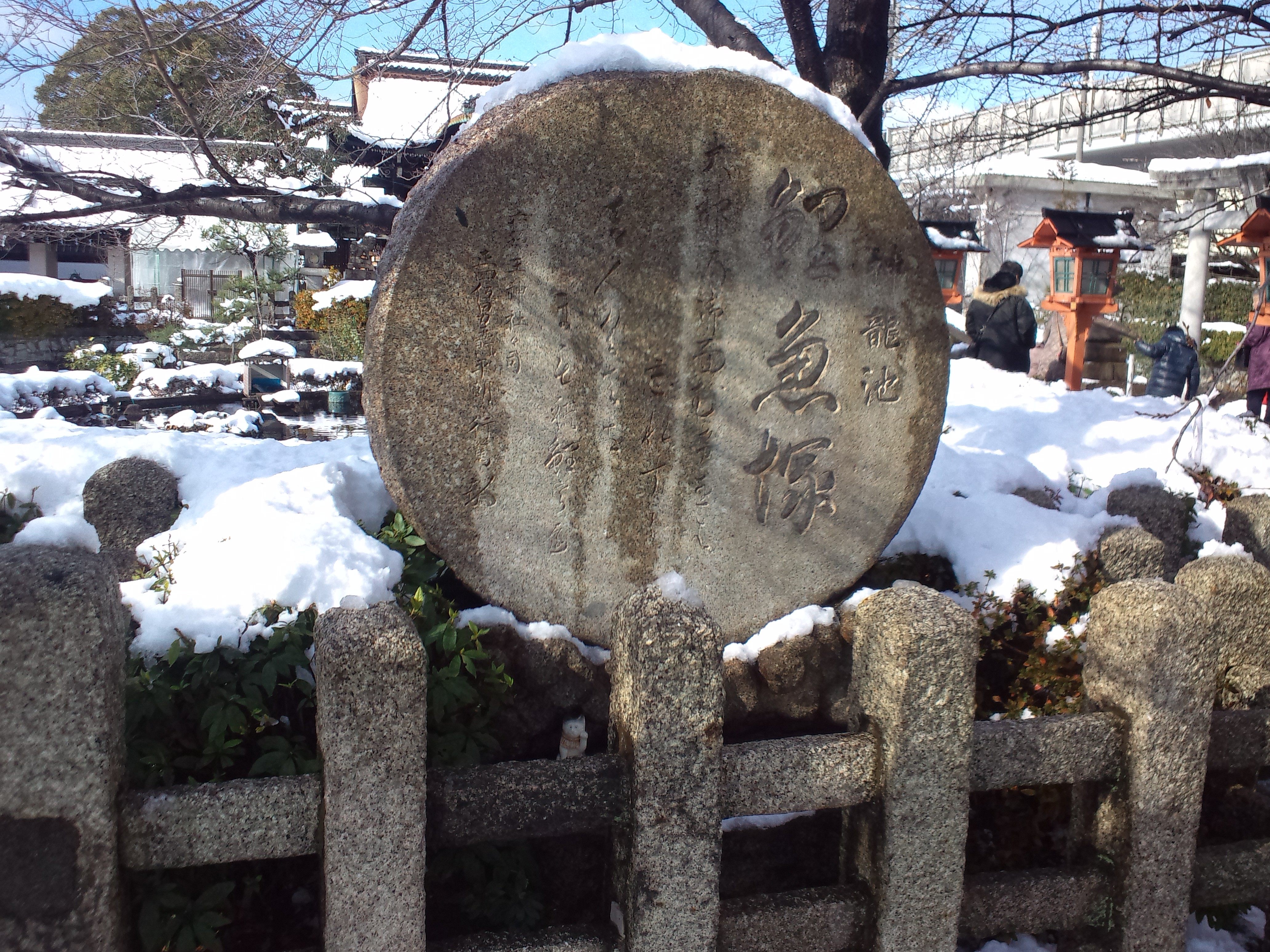
鯉魚塚

## 摂末社
- 五座神社
- 多田神社
- 貞純神社
- 竹生島神社

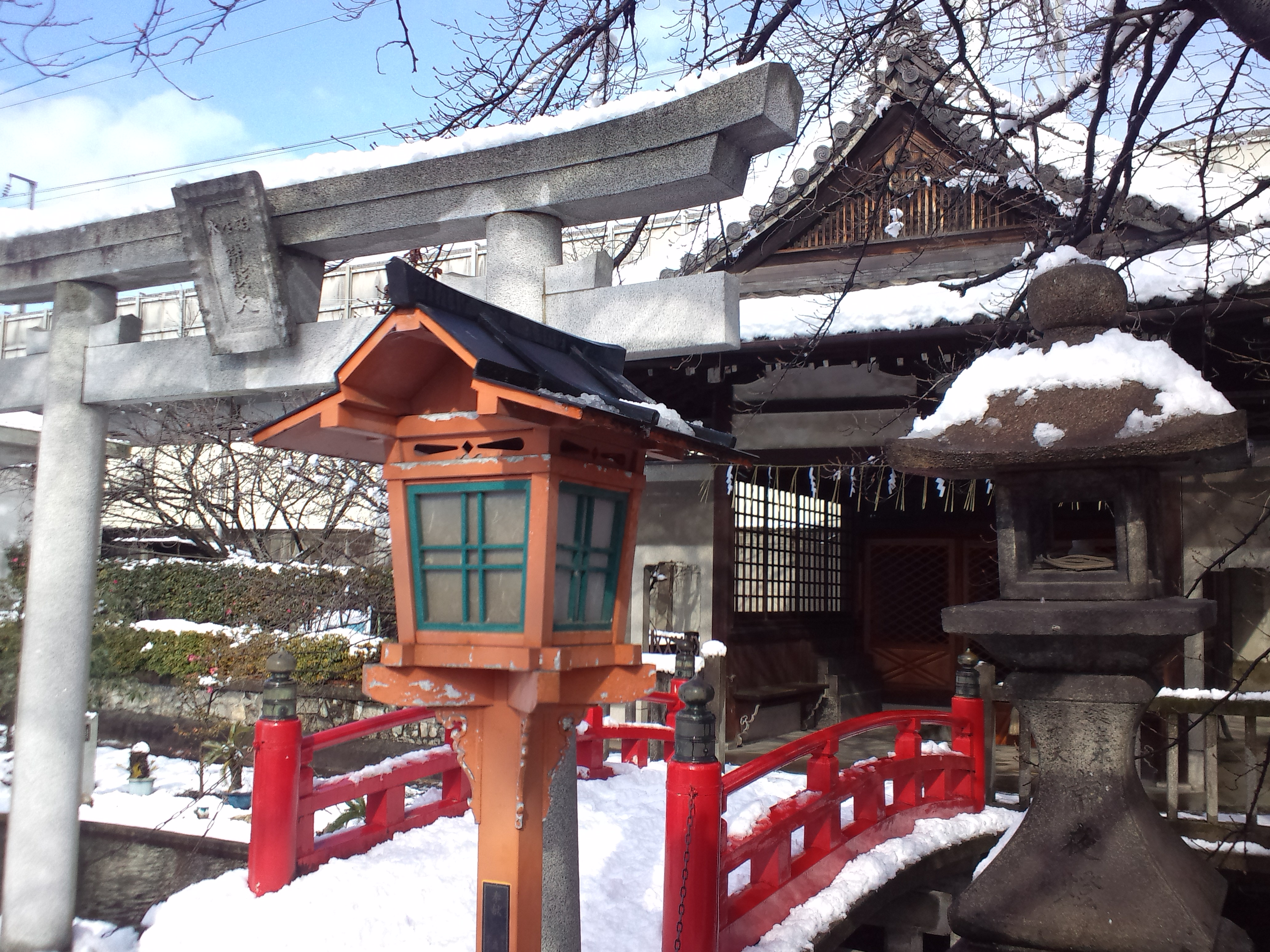
誕生水弁財天社
- 睦称稲荷神社

- 誕生水弁財天社

## 祭事
年間祭事は次の通り。
- 元旦祭 （1月1日）
- 成人祭・とんど祭 （1月15日）
- 節分祭 （2月3日）
- 初午祭 （2月初午日）
- 祖霊祭 （3月春分日）
- 源氏祭 （4月第2日曜）
- 弁財天御開帳祭 （6月13日）
- 夏越祓祭 （6月30日）
- 祖霊祭 （9月秋分日）
- 宵宮・宝永祭（例祭）・神幸祭 （10月9日・10日） - 「宝永祭」の名は、宝永年間に社殿再建が果たされたことに由来する[1]。
- 火焚祭 （11月第3日曜）
- 除夜祭 （12月31日）

## 文化財

### 京都市指定有形文化財
- 六孫王神社 5棟（建造物） - 江戸時代中期、元禄14年（1701年）の建造。昭和61年6月2日指定[7][8]。
  - 本殿
  - 拝殿
  - 唐門
  - 廻廊 2棟
  - 附指定：摂社3棟、棟札1枚、普請関係史料10点

## 現地情報
所在地
- 京都府京都市南区壬生川通八条角

交通アクセス
- 最寄駅：京都市営地下鉄烏丸線及び近鉄京都線京都駅下車後、徒歩約13分
- 六孫王神社は藤でも有名である。京都駅や梅小路公園、世界遺産・東寺のすぐ近く。京都駅八条口からは西へ徒歩15分です。京都駅から八条通を歩いて、大宮八条をこえて八条壬生交差点の西北門にある。梅小路公園のJR京都線をはさんで、南側、東寺の北側にある[9]。